# Clara Zetkin
Clara Eissner Zetkin (Wiederau, 5 luglio 1857 – Archangel'skoe, 20 giugno 1933) è stata una politica tedesca.
Fu esponente comunista e combattente per i diritti delle donne, ed è ricordata per essere stata nel 1910 la prima donna in Europa a proporre una giornata per i diritti delle donne e ad organizzarla l'anno dopo. Visse battendosi per l'emancipazione femminile e teorizzò la liberazione delle donne dalla sudditanza maschile come parte fondamentale dell'emancipazione del proletariato. Scrisse La questione femminile e La lotta al revisionismo.
Fino al 1917 fu attiva nel Partito Socialdemocratico di Germania, quindi aderì al Partito Socialdemocratico Indipendente di Germania (USPD) e alla sua ala di estrema sinistra, la Lega Spartachista; quest'ultima divenne più tardi il Partito Comunista di Germania (KPD), che lei rappresentò al Reichstag durante la Repubblica di Weimar dal 1920 al 1933.

## Biografia
Nacque a Wiederau, in Sassonia, il 5 luglio 1857. A partire dal 1874, mentre frequentava un corso per diventare insegnante, sviluppò legami con il movimento femminista e il movimento dei lavoratori in Germania. Nel 1878 aderì al Partito Socialista dei Lavoratori della Germania (Sozialistische Arbeiterpartei, SAP). Questo partito era stato fondato nel 1875 dalla fusione di due partiti preesistenti: l'ADAV, fondato da Ferdinand Lassalle, e lo SDAP di August Bebel e Wilhelm Liebknecht. Nel 1890 il suo nome venne cambiato nella versione moderna Partito Socialdemocratico di Germania (SPD).
A causa della messa al bando di ogni attività socialista in Germania, voluta da Bismarck nel 1878, la Zetkin si trasferì a Zurigo nel 1882 e poi in esilio a Parigi. Durante il suo soggiorno parigino ebbe un ruolo importante nella fondazione del gruppo socialista dei Socialisti internazionali. Inoltre adottò il nome del suo compagno, il rivoluzionario russo di origini ebraiche Ossip Zetkin, col quale ebbe due figli, Maksim e Konstantin. Ossip Zetkin morì di tubercolosi nel 1889. Clara Zetkin si risposò nel 1899 con l'artista Georg Friedrich Zundel, di diciotto anni più giovane.

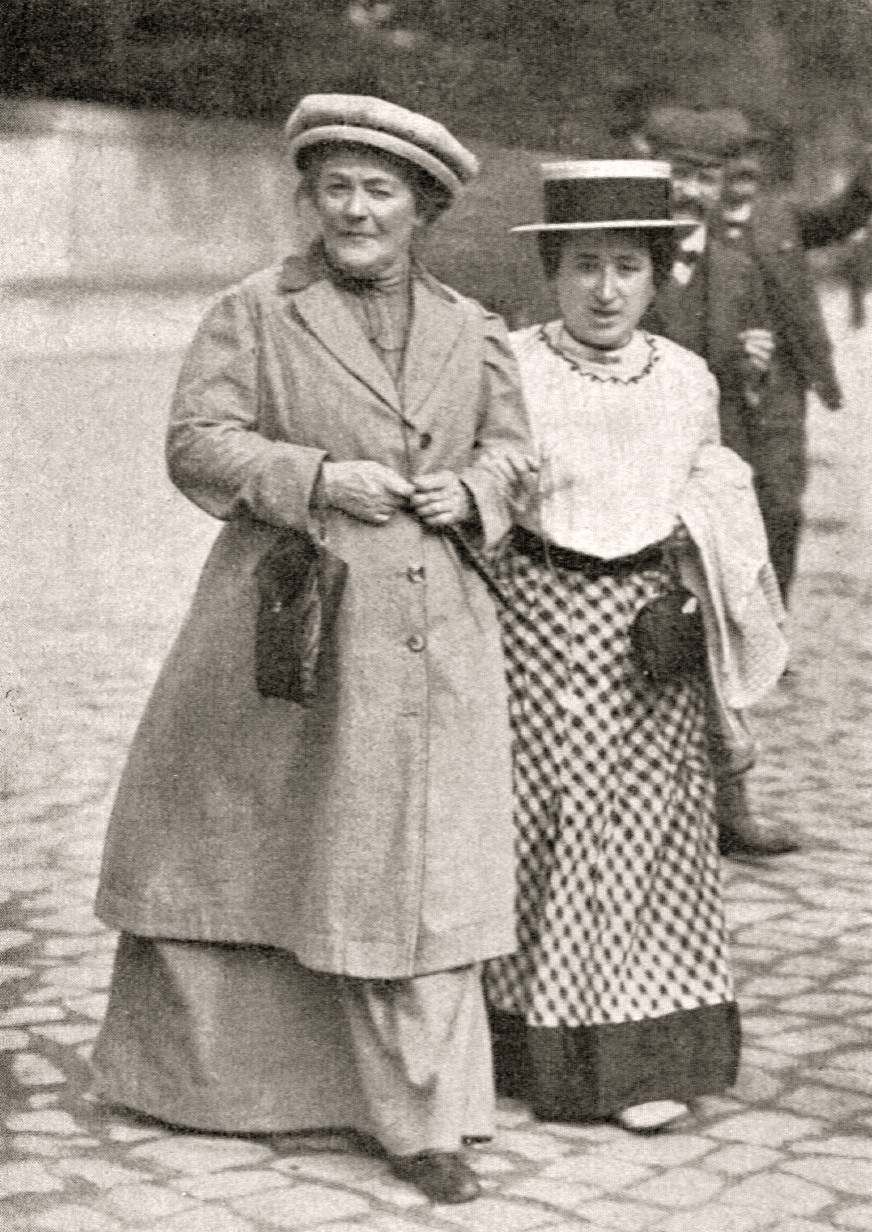
Clara Zetkin (sin.) e Rosa Luxemburg, 1910

Nel SPD, Zetkin, insieme con Rosa Luxemburg, sua stretta amica e confidente, fu una delle più importanti figure dell'ala di estrema sinistra del partito. Nel dibattito sul Revisionismo alla fine del ventesimo secolo attaccò le tesi riformiste sostenute da Eduard Bernstein insieme a Luxemburg.
Zetkin si impegnò molto nelle politiche femminili, per esempio nelle pari opportunità e nel voto femminile. Diede inizio ai movimenti femministi social-democratici in Germania; dal 1891 al 1917 diresse il quotidiano femminile del SPD Die Gleichheit (Uguaglianza). Nel 1907 si assunse l'incarico del nuovo ufficio per le politiche femminili all'SPD, organizzando il 17 agosto a Stoccarda la Prima conferenza internazionale delle donne socialiste. L'obiettivo della conferenza era di creare dei legami con le altre sezioni femminile del partito socialista e di lottare insieme per il suffragio femminile. Durante questa prima conferenza, senza essersi neanche candidata fu eletta per tre anni al ruolo di Presidente dell'Internazionale delle donne. Nell'agosto 1910 a Copenaghen presso l'Ungdomshuset, in occasione della seconda conferenza internazionale propose di organizzare la "Giornata internazionale della donna" per promuovere il diritto di voto delle donne, l'uguaglianza di genere e il socialismo. La prima giornata internazionale della donna fu organizzata in due quartieri di Berlino e a Amburgo il 19 marzo 1911, con molto seguito, ma anche in Austria, Svizzera e Danimarca, e da allora in poi fu celebrata l'8 marzo.
Durante la prima guerra mondiale Zetkin, con Karl Liebknecht, Rosa Luxemburg e altri importanti esponenti del SPD, rifiutò la politica del Burgfrieden (un armistizio col governo, con la promessa di astenersi da qualsiasi sciopero durante la guerra) del proprio partito. Fra le varie attività anti-militari, Zetkin organizzò a Berlino una conferenza internazionale delle donne socialiste contro la guerra nel 1915. A causa di queste sue posizioni, fu arrestata diverse volte durante la guerra.
Nel 1916 fu fra i co-fondatori della Lega Spartachista (Spartakusbund) e dell'USPD (Partito Socialdemocratico Indipendente di Germania) che nel 1917 si distaccò dal partito madre, l'SPD, che aveva assunto atteggiamenti molto favorevoli alla guerra. Nel gennaio del 1919, dopo la Rivoluzione tedesca avvenuta nel novembre del 1918, fu fondato il KPD (Partito Comunista di Germania); Zetkin ne entrò a far parte rappresentandolo anche dal 1920 al 1933 nel Reichstag. Intervistò Lenin nel The Women's Question del 1920.

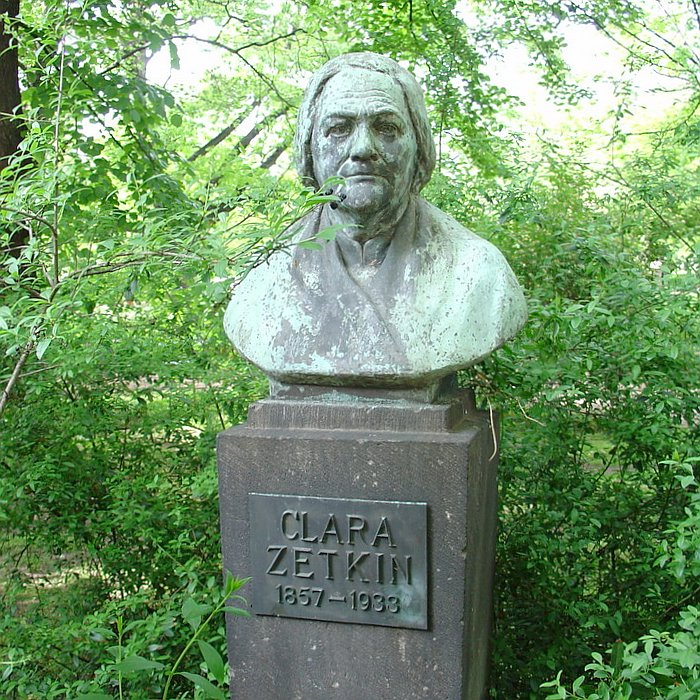
Busto di Clara Zetkin a Dresda

Fino al 1924, Zetkin fece parte dell'ufficio centrale del KPD; dal 1927 al 1929 fu membro del comitato centrale del partito. È stata anche membro del Comitato esecutivo dell'Internazionale Comunista dal 1921 al 1933. Nel 1925 divenne presidente nell'ala sinistra tedesca dell'organizzazione solidale Rote Hilfe (Soccorso rosso). Nell'agosto del 1932, come presidentessa del Reichstag per anzianità, incitò i tedeschi a combattere il nazismo.
Quando Adolf Hitler e il partito nazionalsocialista presero il potere, il partito comunista tedesco fu bandito dal Reichstag, in seguito all'incendio del 1933. Zetkin andò nuovamente in esilio, questa volta in Unione Sovietica, e qui morì nel 1933, ad Archangel'skoe, vicino a Mosca, all'età di 76 anni. È sepolta nella necropoli delle mura del Cremlino.

## Omaggi
- Il Parco Clara-Zetkin di Lipsia porta il suo nome dal 1955.